# 에이트켄 이중성 목록
에이트켄 이중성 목록'은 미국의 천문학자인 로버트 그랜트 에이트켄이 이중성에 대한 연구 자료를 수집하여 모은 카탈로그의 목록을 가르키는 단어이다.

## 설명
에이트켄 이중성 목록 또는 ADS는 이중성에 대한 목록이다. 이 책은 로버트 그랜트 에이트켄이 직접 편찬하여 1932년에 북극점 120° 이내에 있는 이중성 목록이라는 이름으로 하여 2권이 정식으로 출판되었다. 그것은 적위 -30° 북쪽에 있는 17,180개의 쌍성을 측정한 것을 포함하고 있다. 이러한 카탈로그의 항목은 일반적으로 ADS 문자 앞에 붙은 색인 번호로 참조된다. 이러한 목록은 버넘 이중성 목록의 후속 목록으로 1906년부터 1912년까지 셔번 웨슬리 버넘과 1912년부터 1919년까지 에릭 둘리틀이 수집한 관측 자료를 바탕으로 작성되었다. 에이트켄은 1920년에 둘리틀이 사망한 직후 카탈로그 작업을 시작했다. 카탈로그에는 1927년까지 관측된 내용이 포함되어 있다.

## 같이 보기
- 워싱턴 이중성 카탈로그
- 시각적 이중성의 색인 목록
- 버넘 이중성 목록
- 이중성